# Pteromalus apum
Pteromalus apum is een vliesvleugelig insect uit de familie Pteromalidae. De wetenschappelijke naam is voor het eerst geldig gepubliceerd in 1783 door Retzius.